# Sant'Angelo Limosano
Sant'Angelo Limosano är en ort och kommun i provinsen Campobasso i regionen Molise i Italien. Kommunen hade 345 invånare (2018).